# Michael Maß
Michael Maß CMM (* 19. Mai 1980 in Rottenburg an der Laaber, Niederbayern) ist ein deutscher römisch-katholischer Ordenspriester in der international tätigen Kongregation der Missionare von Mariannhill („Mariannhiller Missionare“). Seit Oktober 2022 ist er Generaloberer dieser Kongregation.  

## Leben
Michael Maß besuchte die Realschule in Rottenburg-Oberroning und danach die Fachoberschule in Landshut. Ab 1998 studierte er an der Katholischen Universität in Eichstätt Religionspädagogik bis zum Vordiplom, das er im Jahr 2000 ablegte. Am 28. September 2000 trat er in die Kongregation der Missionare von Mariannhill ein. Nach dem Noviziat und der ersten zeitlichen Profess studierte er ab 2001 Philosophie und Theologie  an der Julius-Maximilians-Universität Würzburg. Nach dem Vordiplom leistete er von 2003 bis zum Februar 2004  ein Praktikum in Südafrika ab, wo er unter anderem in einem Selbsthilfezentrum für Frauen und Kinder sowie in einer Pfarrei tätig war. Dann setzte er sein Studium in Würzburg fort und schloss es im Frühjahr 2006 ab. 
Am 14. Oktober 2006 wurde Maß in seiner Rottenburger Heimatgemeinde durch den südafrikanischen Bischof Oswald Hirmer zum Diakon geweiht. Es schloss sich zur praktisch-liturgischen Ausbildung das „Pastoraljahr“ am Pastoraltheologischen Seminar in Friedberg an, während dem er in der Pfarrei St. Elisabeth (Augsburg-Lechhausen) seelsorglich tätig war.
Die Priesterweihe empfing Michael Maß am 30. Juni 2007 von Bischof Oswald Hirmer in der Klosterkirche der Mariannhiller Kongregation in Würzburg. Ab dem 18. August 2008 leitete er dann das Jugendhaus Mariannhill in Maria Veen in Reken (Münsterland), wo hauptsächlich „Tage religiöser Orientierung“ angeboten werden. Gleichzeitig arbeitete er als Seelsorger in der Pfarrei St. Heinrich in Reken mit.

## Ordensleitung
Von Februar 2014 bis Oktober 2016 war Michael Maß Provinzial der Missionare von Mariannhill in Deutschland mit Sitz in Würzburg. Im Oktober 2016 wurde er zum Generalvikar des Gesamtordens gewählt und gehörte damit zum Leitungsteam der Mariannhiller Missionare, das seinen Sitz in Rom hat. Als Generaloberer Thulani Mbuyisa CMM im April 2022 zum Bischof von Kokstad (Südafrika) ernannt wurde, übernahm Maß die Aufgabe  des geschäftsführenden Generalsuperiors. Am 10. Oktober 2022 wählte ihn das 17. Generalkapitel der Kongregation der Missionare von Mariannhill zum Generaloberen; er übernahm das Amt am 23. Oktober 2022.